# ロジウム
ロジウム（英: rhodium）は原子番号45の元素。元素記号は Rh。白金族元素の1つ。貴金属にも分類される。銀白色の金属（遷移金属）で、比重は12.5 (12.4)、融点は1966 °C、沸点は3960 °C（融点、沸点とも異なる実験値あり）。常温、常圧で安定な結晶構造は面心立方構造で、1000 ℃以上に加熱すると単純立方格子になる。加熱下において酸化力のある酸に溶ける。王水には難溶。高温でハロゲン元素と反応。高温で酸化されるが、更に高温になると再び単体へ分離する。酸化数は-1価から+6価までをとり得る。レアメタルの一つである。地殻中の存在量は200pptと、安定同位体がある元素の中ではレニウムとオスミウムの50pptに次いで3番目に少ない量である。

## 名称
ギリシャ語でバラ色を意味する rhodeos が語源。これは塩の水溶液がバラ色になるため。

## 用途
需要の大半がガソリン車の排ガス浄化用触媒である三元触媒の一材料として使われ、一酸化炭素（CO）や窒素酸化物（いわゆるNOx）の浄化を主に担っている。また、めっき（ロジウムめっき）にも使われ、特に銀やプラチナ、ホワイトゴールドなどの銀白色の貴金属製装身具の着色、保護用に多用される。プラチナとの合金は、坩堝や熱電対に利用される。有機合成化学においては不飽和結合を水素化する際の触媒として有用なウィルキンソン触媒の中心金属で、直鎖炭化水素を脱水素して芳香族を製造する触媒にも塩化ロジウムが使われている。
2014年には自動車用触媒向けの需要が増加し、過去30年で生産量が最高となった。

## 歴史
1803年にウィリアム・ウォラストンによって白金鉱石から発見された。現在でも白金鉱石から不純物として産出される。
2014年に、価格は1/3ほどで同等以上の性質をもつ合金が京都大学により開発され、代替利用が期待されている。これは周期表上でロジウムの両隣に位置するルテニウムとパラジウムとの合金であり、通常は合金にならない金属同士を原子レベルで混ぜ合わせることでロジウムに近い電子状態を形成する技術である。

## ロジウムの化合物
- 塩化ロジウム (RhCl3)